# Берна (Сілезьке воєводство)
Берна (пол. Bierna) — село в Польщі, у гміні Лодиґовиці Живецького повіту Сілезького воєводства.
Населення — 1021 особа (2011).
У 1975-1998 роках село належало до Бельського воєводства.

## Демографія
Демографічна структура станом на 31 березня 2011 року:
|          | Загалом | Допрацездатний вік | Працездатний вік | Постпрацездатний вік |
| -------- | ------- | ------------------ | ---------------- | -------------------- |
| Чоловіки | 473     | 102                | 316              | 55                   |
| Жінки    | 548     | 118                | 336              | 94                   |
| Разом    | 1021    | 220                | 652              | 149                  |